# گوستاو شیدلر
گوستاو شیدلر (انگلیسی: Gustav Schädler؛ ۱۸ نوامبر ۱۸۸۳ – ۱۹ ژوئن ۱۹۶۱) سیاست‌مدار اهل لیختن‌اشتاین بود. او از ۱۹۲۲ تا ۱۹۲۸ به عنوان نخست‌وزیر لیختن‌اشتاین خدمت کرد.